# The Horrors
The Horrors är en brittisk musikgrupp som bildades 2005 i Southend-on-Sea, Essex.
Bandets musik är inspirerad av shoegaze, postpunk, krautrock, garagerock och diverse elektronisk musik, och var först mest kända för sina vilda liveframträdanden. Melodierna i deras låtar har ett insvept shoegaze-sound. Med deras mörka klädstil, som påminner lite om The Cure, har de även klassats som gothic rock. Sedan gruppen bildades har de givit ut fem studioalbum: Strange House (2007), Primary Colours (2009), Skying (2011), Luminous (2014) och V (2017).
I Sverige spelade bandet på Borlänges festival Peace & Love 2007 och var förband åt Muse på Hovet i Stockholm den 24 oktober 2009.

## Medlemmar
- Faris Rotter (Faris Badwan) – sång
- Joshua Third (tidigare Joshua von Grimm) (Joshua Hayward) – gitarr, piano
- Tomethy Furse (Tom Cowan) – basgitarr, keyboard, synthesizer
- Coffin Joe (Joseph Spurgeon) – trummor, percussion, bakgrundssång
- Spider Webb (Rhys Webb) – keyboard, orgel, basgitarr, tamburin, bakgrundssång

## Diskografi

### Studioalbum
- Strange House (Loog Records, 2007)
- Primary Colours (XL Recordings, 2009)
- Skying (XL Recordings, 2011)
- Luminous (XL Recordings, 2014)
- V (The Church Studios, 2017)

### EP
- The Horrors EP (Stolen Transmission, 2006)
- Shadazz (Blast First Petite, 2008)

### Singlar
- "Sheena is a Parasite" / "Jack the Ripper" (10 april 2006)
- "Death at the Chapel" / "Crawdaddy Simone" (31 juli 2006)
- "Count in Fives" (30 oktober 2006)
- "Sea Within a Sea" (17 mars 2009)
- "Who Can Say" (11 maj 2009)
- "Whole New Way" (2 november 2009)